# Jean-Jacques Schpoliansky
Jean-Jacques Schpoliansky, né le 14 octobre 1943 à Nice et mort le 9 février 2024 à Colombes,, est un exploitant de cinéma français, propriétaire du cinéma Le Balzac à Paris.

## Biographie
Il fait ses études aux lycées Albert-Sorel de Honfleur et Janson-de-Sailly de Paris, mais ne peut passer son bac à cause d'un accident qui le laisse alité en 1965 pendant un an.
Lui-même est issu d'une « famille de propriétaires de salles de cinéma. Il (son grand-père) ouvre le Balzac, son premier cinéma, en 1935. Quatre ans plus tard, il inaugure le Triomphe, sur l’avenue des Champs-Élysées. Puis il ouvre le Latin, situé boulevard Saint-Michel et enfin l’Auto, ce cinéma était au sein du palais Berlitz sur les grands boulevards. La guerre a interrompu les activités familiales : après la fuite dans le sud de la France, il n’a pu récupérer que le Triomphe et le Balzac. »
Il entame sa carrière dans le cinéma en entrant en 1971 à l'Union générale cinématographique (UGC) comme assistant de Marcel Richard, directeur de l'exploitation et de la programmation (1964-1970), et animateur de plusieurs salles d'art et essai à travers la France et en milieu universitaire à Rouen, Lille et Grenoble. En 1969, il prend la direction de trois cinémas de Tours (le Majestic, le Palace, le Cyrano).
Il travaille ensuite avec le producteur Serge Silberman et comme régisseur adjoint de production sur les films La Course du lièvre à travers les champs de René Clément et Le Charme discret de la bourgeoisie de Luis Buñuel.
En 1973, à la mort de son père, Michel Schpoliansky, qui avait revendu deux ans plus tôt le Triomphe, il devient PDG du cinéma familial, fondé par son grand-père en 1935, Le Balzac. « La situation est critique lorsque je reprends le cinéma: il possède une salle unique et pas de films. Quatre puissants circuits exercent alors une concurrence farouche face au petit acteur que je suis: Gaumont, Pathé, UGC et le réseau Parafrance, aujourd’hui disparu. Mon premier souci fut de faire bouger les choses au Balzac. À l’ère des multisalles, il possédait une salle unique et un hall immense de 200 m2, à la magnifique décoration Art-Déco. Mais en ces années-là, le maintenir en mono-salle assurait sa fermeture inéluctable. J’y ai donc ouvert en 1974-75, grâce aux travaux d’un astucieux architecte, deux salles supplémentaires occupant une partie de l’ancien hall et l’ancien bureau de mon grand-père. »
En 1980, il obtient le label Art et Essai et confie la direction à Frédéric Mitterrand pour 4 ans. Après avoir laissé son établissement en gérance, il reprend les commandes du complexe lourdement endetté en 1984, confie la programmation à Jean Hernandez, dirigeant d’Océan Films, et décide de présenter les films en début de séance.
Il a exercé plusieurs fonctions dans le milieu du cinéma d'auteur : administrateur du Festival cinématographique international de Paris et de la Quinzaine des réalisateurs (1976-79), Président de l'Association des cinémas indépendants parisiens (1992), Trésorier de l'Association des écrans Nord Sud.

## Distinctions
- Commandeur de l'ordre des Arts et des Lettres (2010)[4]
- Chevalier de la Légion d'honneur (2005)
- Médaille Beaumarchais de la Société des auteurs et compositeurs dramatiques (1999)
- Trophée du meilleur exploitant décerné par Le Film français (2002)

## Sources
- Who's who in France
- Arnaud Schwartz, « Rencontre avec Jean-Jacques Schpoliansky », La Croix, 24 septembre 2006